# Зоопарк Аса
Зоопарк Аса (яп. 広島市安佐動物公園) — зоологический парк в районе Асакита в городе Хиросима, в Японии. Открылся в 1971 году и стал 62-м по счёту зоопарком в Японии. Один из крупнейших в стране.

## История
Зоопарк Аса был 1 сентября 1971 года в холмистой местности на севере Хиросимы. Вначале являлся общественным учреждением и подчинялся мэрии города. Впоследствии был преобразован в частное предприятие.
Зоопарк занимает территорию в 49,6 га, из которых 25,5 га отведены под экспозицию. В зоопарке представлены 1 615 животных 170 видов, среди которых бабуины, гигантские черепахи, черные носороги, сурикаты, фламинго, шимпанзе, гималайские медведи, мандаринки, ястребы, ара, японские олени, японские журавли, аисты, японские сероу, амурские тигры, львы, жирафы, речные выдры, макаки-резус, малые панды, японские исполинские саламандры. Тематически экспозиция разделена на три части: животный мир Африки, животный мир Азии и животный мир Японии.
Зоопарк Аса стал первым в мире зоологическим парком, в котором удалось получить потомство чёрного носорога в неволе. В 1998 году здесь также впервые в мире было проведено искусственное оплодотворение шимпанзе. В учреждении проводится научная работа, посвященная изучению фауны Африки и охране редких видов Японского архипелага, в частности японской гигантской саламандры . В апреле 2011 года в зоопарке родилось четверо амурских тигрят.
Зоопарк Аса работает ежедневно с 9:00 до 16:30. Выходные - каждый четверг и 29 декабря - 1 января. Волонтеры проводят познавательные экскурсии, рассказывая посетителям о жизни животных подробно и с чувством юмора. Каждое летом с 2003 года в зоопарке для всех желающих проводятся ночные сафари.

## Животные

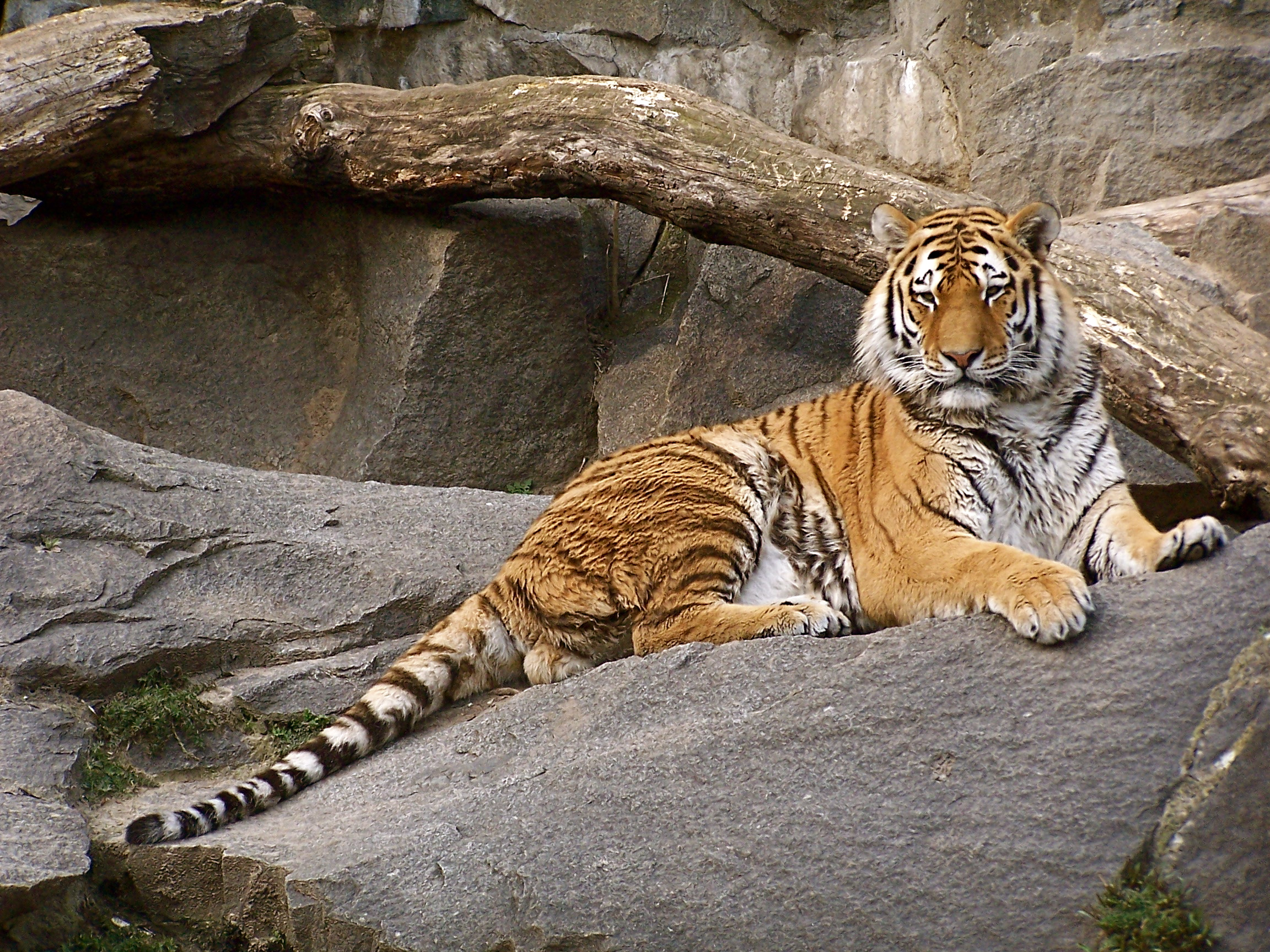
Амурский тигр
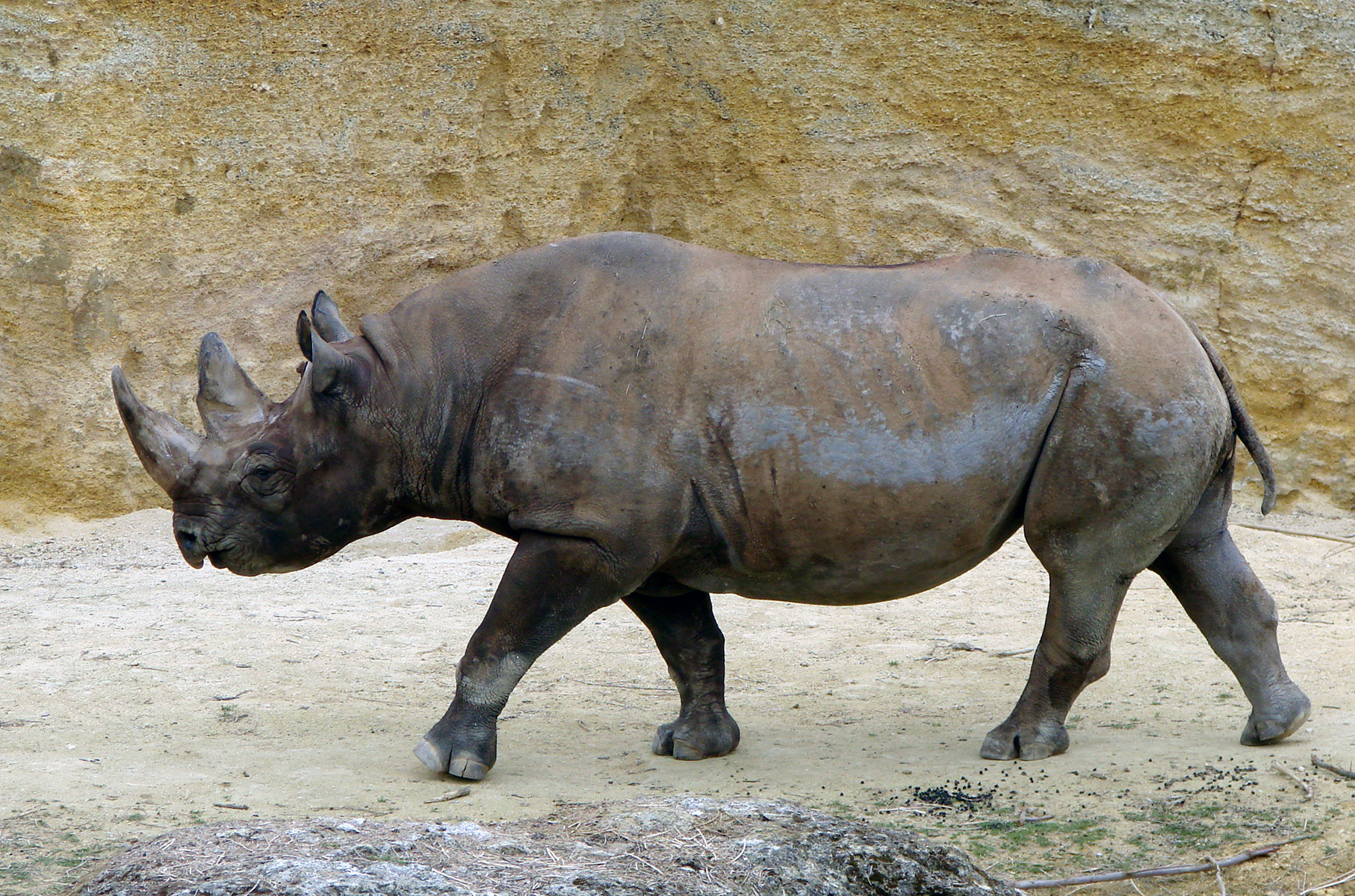
Черний носорог
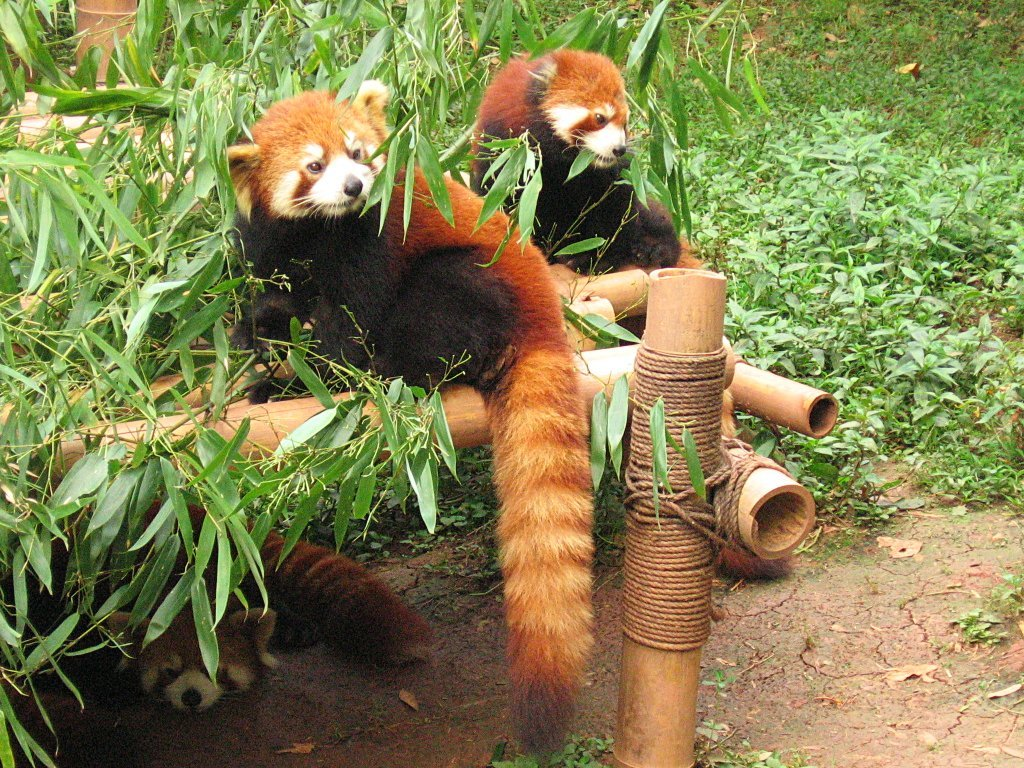
Малая панда